# Camp de concentration de Gospić
Le camp de concentration de Gospić (croate : Sabirni logor Gospić ; serbe : Koncentracioni logor Gospić) est l'un des 26 camps de concentration de l'État indépendant de Croatie construit durant la Seconde Guerre mondiale. Il était établit dans la localité de Gospić, située dans l'actuelle Croatie.

## Création du camp
Le camp de concentration de Gospić appartenait au complexe de camps de concentration de Gospić qui, outre le camp de Gospić, comprenait également les camps de Jadovno, Ovčara et Pag (Slana et Metajna). La création de ce complexe de camps de concentration marque le début de la phase finale de la Shoah dans l'État indépendant de Croatie, à savoir les massacres de masse.
Le camp de concentration de Gospić est créé en mai 1941 dans le bâtiment qui servait auparavant de prison avant la Seconde Guerre mondiale et organisé par Jozo Rukavina. La prison de Gospić était située dans un grand bâtiment carré mesurant 130 mètres de côté. Il a été construit en 1878 et destiné à accueillir des prisonniers condamnés à des réclusions à perpétuité. Le premier transport de détenus en provenance du camp de concentration de Danica est organisé le 30 juin 1941.

## Détenus
Le le 19 juillet 1941, sur la base des ordres émis par le commandement oustachis de Zagreb, des Serbes sont capturés et envoyés au camp de concentration de Gospić, répartis en petits groupes de 20 à 30 personnes. Les Serbes, les Juifs et les Roms sont ainsi capturés sur tout le territoire de l'État indépendant de Croatie pour être transportés au camp de concentration de Gospić au rythme de trois cents par jour.
Le 1er août 1941, les oustachis transportent le premier groupe de Juifs de Visoko en Bosnie-Herzégovine vers le camp de Gospić.
Environ 300 femmes et enfants sont également transportés le 11 mars 1944 de Gospić à Jasenovac où ils sont tous tués.

## Contrecoups
Le camp de concentration de Jasenovac a été fondé comme une extension des camps dissous de Gospic et Jadovnik. Les premiers détenus du camp de Jasenovac sont amenés du camp de concentration de Gospić entre le 19 et le 21 août 1941.